# São Paio (Guimarães)
São Paio é uma povoação portuguesa do município de Guimarães, com 0,46 km² de área e 2 896 habitantes (2011). Densidade: 6 295,7 hab/km².
Foi sede de uma freguesia extinta em 2013, no âmbito de uma reforma administrativa nacional, para, em conjunto com Oliveira do Castelo e São Sebastião, formar uma nova freguesia denominada União das Freguesias de Oliveira, São Paio e São Sebastião com a sede na Alameda de São Dâmaso em Guimarães.

## Património
- Igreja de São Domingos (Guimarães) (claustro)[4]
- Via de Braga a Guimarães, 2 marcos miliários (série capela)
- Casa do Proposto ou Solar do Proposto
- Edifício na Rua Egas Moniz ou Casa da Rua Nova
- Edifício da Misericórdia de Guimarães ou Igreja da Misericórdia de Guimarães
- Rua de D. João I

## População
| População da freguesia de Guimarães (São Paio) (1864 – 2011) | População da freguesia de Guimarães (São Paio) (1864 – 2011) | População da freguesia de Guimarães (São Paio) (1864 – 2011) | População da freguesia de Guimarães (São Paio) (1864 – 2011) | População da freguesia de Guimarães (São Paio) (1864 – 2011) | População da freguesia de Guimarães (São Paio) (1864 – 2011) | População da freguesia de Guimarães (São Paio) (1864 – 2011) | População da freguesia de Guimarães (São Paio) (1864 – 2011) | População da freguesia de Guimarães (São Paio) (1864 – 2011) | População da freguesia de Guimarães (São Paio) (1864 – 2011) | População da freguesia de Guimarães (São Paio) (1864 – 2011) | População da freguesia de Guimarães (São Paio) (1864 – 2011) | População da freguesia de Guimarães (São Paio) (1864 – 2011) | População da freguesia de Guimarães (São Paio) (1864 – 2011) | População da freguesia de Guimarães (São Paio) (1864 – 2011) |
| ------------------------------------------------------------ | ------------------------------------------------------------ | ------------------------------------------------------------ | ------------------------------------------------------------ | ------------------------------------------------------------ | ------------------------------------------------------------ | ------------------------------------------------------------ | ------------------------------------------------------------ | ------------------------------------------------------------ | ------------------------------------------------------------ | ------------------------------------------------------------ | ------------------------------------------------------------ | ------------------------------------------------------------ | ------------------------------------------------------------ | ------------------------------------------------------------ |
| 1864                                                         | 1878                                                         | 1890                                                         | 1900                                                         | 1911                                                         | 1920                                                         | 1930                                                         | 1940                                                         | 1950                                                         | 1960                                                         | 1970                                                         | 1981                                                         | 1991                                                         | 2001                                                         | 2011                                                         |
| 1 935                                                        | 1 978                                                        | 2 282                                                        | 2 445                                                        | 2 364                                                        | 2 384                                                        | 2 618                                                        | 3 016                                                        | 3 123                                                        | 3 325                                                        | 3 432                                                        | 3 860                                                        | 2 902                                                        | 3 920                                                        | 2 896                                                        |